# Segunda guerra de la mafia
La Segunda guerra de la Mafia fue un conflicto fuera de la Mafia Siciliana, desarrollado principalmente a comienzos de la década de 1980. Como es el caso con toda organización criminal, la historia de la Mafia siciliana está repleta de conflictos y peleas por el poder, acompañados por una cuota de violencia, pero por lo general, estos eran localizados y de corta duración. Sin embargo, la Segunda guerra de la Mafia, a veces llamada La gran guerra de la Mafia o la Mattanza, involucró a todo el grupo mafioso, y alteró de manera radical el equilibrio de poder dentro de la organización.
En forma mucho más pronunciada que en la primera, la Segunda guerra de la Mafia comprendió un nivel sorprendente de violencia, con más de 1000 homicidios. Esta guerra por lo general se puede ubica en el período 1981-1983, y aunque la mayoría de la violencia ocurrió durante dichos años, los primeros golpes habían sido realizados hacia 1978, mientras que los instigadores y vencedores habían venido preparando su estrategia incluso desde algunos años antes. De forma similar, los vencedores continuaron con la matanza hasta finales de la década de 1980, mientras se desprendían de sus aliados.
En forma paralela con la guerra dentro de la Mafia, se desarrolló también una guerra contra el Estado, y una campaña de asesinatos deliberados de autoridades, tales como jueces, fiscales y hasta políticos. A su vez, la guerra produjo un punto de quiebre en la lucha contra la Mafia, con la ayuda de los pentiti, mafiosos que colaboraron con las autoridades después de haber perdido muchos amigos y familiares durante la Segunda guerra de la mafia. En efecto, el conflicto ayudó a levantar la cubierta de secreto que rodeaba a la Mafia.

## Eventos previos
Los instigadores de la Segunda guerra de la Mafia fueron los Corleonesi, la familia mafiosa del pueblo de Corleone, si bien contaron con el apoyo de varias otras familias mafiosas. Proviniendo de un pequeño pueblo rural, las otras familias de la Mafia, especialmente por los poderosos jefes urbanos en la capital de Palermo, llamaban a los Corleonesi "los campesinos" (i viddani en siciliano). Las cosas comenzaron a tomar un cariz distinto durante la década de 1960 cuando el poder y prestigio de los Corleonesi creció bajo el liderazgo del brutal y ambicioso Luciano Leggio, quién era el jefe de la Mafia de Corleone mediante el método crudo pero efectivo de simplemente asesinar al jefe anterior.
Durante la década de 1970 la Mafia en Sicilia continuó con sus usuales negocios ilegales después de que los diversos juicios a la mafia de los años 60 hubieran concluido con unas pocas condenas. Los principales rivales de los Corleonesi eran Stefano Bontate, Salvatore Inzerillo y Gaetano Badalamenti, jefes de varias poderosas familias mafiosas de Palermo. En 1970 se restablece la Comisión, con Bontate y Badalementi ocupando dos de los tres cargos de liderazgo en la Comisión. El tercero lo ocupaba Leggio, si bien estaba representado por su subjefe, Salvatore Riina dado que Leggio estaba escondido en la península italiana. Cuando Leggio fue capturado en 1974 y encarcelado por asesinato, Riina pronto asumió la jefatura de los Corleonesi, con Bernardo Provenzano como su segundo.
Durante la década de 1970, los Corleonesi comenzaron a conseguir aliados entre otras familias mafiosas. Entre los que se aliaron con los Corleonesi se encontraban los jefes de Palermo Giuseppe Calò (jefe de Porta Nuova), Filippo Marchese (jefe de Corso Dei Mille) y Rosario Riccobono (jefe de Partanna Mondello). Para 1978, por razones desconocidas, Riina se las arregló para que no sólo se expulsara a Badalamenti de la Comisión, sino que se debiera exiliar de la Mafia y de Sicilia. Su sitio fue ocupado por el Padrino de Ciaculli Michele Greco "El Papa", quién también estaba aliado con Riina. Greco, al igual que Calò, Marchese y Riccobono, mantuvieron sus alianzas en secreto frente a Bontate e Inzerillo.
Fue también en 1978 cuando Riina organizó los asesinatos de Giuseppe Di Cristina y Giuseppe Calderone, jefes de Riesi y Catania respectivamente. Ambos hombres eran aliados de Bontate e Inzerillo; sus sucesores eran aliados de Riina, quién les brindaba apoyo. Gradualmente, los jefes de Palermo y sus hombres fueron aislados.

## La gran guerra de la Mafia
El 23 de abril de 1981, Stefano Bontate murió ametrallado. Unas pocas semanas después, el 11 de mayo, Inzerillo fue destrozado por una lluvia de balas. Posteriormente, varios familiares y socios de Inzerillo y Stefano Bontate fueron asesinados o desaparecieron sin dejar rastros, incluido el hijo de Inzerillo de 15 años de edad, quien fue asesinado por proclamar que vengaría la muerte de su padre. Badalamenti pudo sobrevivir, ya que huyó de Sicilia luego de que los Corleonesi lo hubieran hecho expulsar a fines de la década de 1970.
Durante los dos años posteriores muchos más asesinatos se sucedieron, el baño de sangre queda ilustrado por el hecho de que en un solo día (el 30 de noviembre de 1982) Saro Riccobono y 12 mafiosos más fueron asesinados en Palermo en incidentes distintos. Los asesinatos cruzaron el Atlántico, y uno de los hermanos de Inzerillo fue muerto en Nueva Jersey luego de haberse escapado hacia los Estados Unidos, y uno de los sobrinos de Badalamenti apareció desmembrado en un campo en Alemania.
Entre los numerosos pistoleros a disposición de los Corleonesi y sus clanes aliados se encontraba Giuseppe Pino Greco de Ciaculli. Él era un miembro del clan de Ciaculli liderado por su tío, Michele Greco "El Papa", aunque en realidad estaba a las órdenes de Riina. Experto tirador con un AK-47, se sospecha que Pino Greco mató unas ochenta personas por encargo de Riina, incluidos Stefano Bontate e Inzerillo. Lideró una "escuadra de la muerte" de pistoleros, que incluía a Mario Prestifilippo y Giuseppe Lucchese. Filippo Marchese, jefe de Corso Dei Mille, también tuvo un rol destacado en los asesinatos, al igual que su joven sobrino, Giuseppe Marchese (quien fuera capturado en 1982). Vincenzo Puccio, otro prolífico asesino, se perdió la mayor parte de la guerra, ya que estuvo en prisión hasta 1983.
Entre 1981 y 1983 hubo por lo menos 400 asesinatos de la Mafia en Palermo y otros tantos en Sicilia. Adicionalmente, hubo por lo menos 160 casos de mafiosos y sus colaboradores que desaparecieron, víctimas de lo que se llama la lupara bianca (en siciliano "Escopeta Blanca"), en la que el cuerpo es completamente destrozado o enterrado de forma que nunca pueda ser hallado.
Los Corleonesi y sus aliados fueron los claros vencedores en la guerra, sufriendo muy pocas bajas en sus filas. Una de las razones era el sigilo y secreto en el que se movían. Mientras que algunos mafiosos llevaban una vida relativamente pública, bajo una fachada de respetabilidad, Riina, Provenzano y muchos sicarios pasaban varios años fugitivos, raras veces vistos por sus compañeros mafiosos, o el público.
El hecho de que muchos jefes se encolumnaran con los Corleonesi, pero no se lo comunicaran a otros mafiosos, también jugó un rol destacado en la campaña, ya que dichos aliados continuaban teniendo la confianza de los enemigos de los Corleonesi. Un ejemplo de esto ocurrió en junio, cuando 7 miembros de las familias de Stefano Bontate y de Inzerillo fueron invitados a una reunión con uno de sus supuestos amigos. Este 'amigo' en realidad se había aliado con los Corleonesi y nunca más se volvieron a tener noticias de los 7 que acudieron a la reunión, incluido Emanuele D'Agostino, que buscó refugio en uno de los aliados más antiguos de Stefano Bontate, Rosario Riccobono. Por supuesto, Riccobono se había aliado en secreto con los Corleonesi, al final D'Agostino y su hijo también fueron eliminados. El único de los 7 hombres que logró sobrevivir fue Salvatore Contorno, quien posteriormente sobrevivirá a un tiroteo y escapará de Sicilia antes de ser capturado por la policía.
Durante su fuga, Contorno enviaba cartas anónimas a la policía, conteniendo información vital sobre la guerra. Esto era invalorable para las autoridades, quienes al igual que los clanes que iban perdiendo, tenían poca idea sobre que era exactamente lo que estaba ocurriendo en este baño de sangre. Tradicionalmente, los mafiosos mantenían un alto nivel de secreto sobre sus actividades, y por ello durante la Segunda guerra de la mafia las autoridades estaban a ciegas tratando de entender los motivos, bandos y evolución de la guerra. Por ejemplo, cuando Stefano Bontate fue asesinado, durante un breve período hasta que Inzerillo mismo fue asesinado, la policía pensaba que había sido asesinado como un acto de traición de Inzerillo. La desinformación deliberada también fue empleada por los Corleonesi. Cuando Inzerillo muere se le estaba buscando por el asesinato de Giuseppe Di Cristina ocurrido hacía tres años, pero en realidad habían sido los Corleonesi los que habían asesinado a Di Cristina, y lo habían hecho en el territorio de Inzerillo para inculparlo a él.

## Guerra contra el Estado
Si bien la mafia siciliana era más propensa a asesinar autoridades que sus pares norteamericanos, siempre fue un último recurso a utilizar para resolver problemas. Sin embargo, los Corleonesi y sus aliados, comenzaron una campaña específica de asesinato de figuras del Estado.
La campaña comenzó en 1977 con el asesinato del Coronel de Carabinieri Giuseppe Russo y continuó hasta el final de la década de 1970 y comienzos de la década de 1980. Entre las víctimas (conocidas como "cadáveres excelentes") estuvieron los jefes de policía Emanuele Basile de Monreale y Boris Giuliano de Palermo, los magistrados Rocco Chinnici y Cesare Terranova, y los políticos Piersanti Mattarella y Pio La Torre.
Aun así, un grupo de fiscales antimafia, que incluyó a Giovanni Falcone, Paolo Borsellino y Antonino Caponetto, trabajaron para elaborar una lucha coordinada contra la mafia y la ola de violencia, como también contra el mercado de heroína, ya que la lucha por su control alimentaba la guerra.
La guerra contra la mafia derivó en el Maxi Proceso de 1986/87, en el que cientos de mafiosos fueron condenados por una serie innumerable de crímenes. Algunas de las investigaciones y crímenes se remontaban a la década de 1970, pero la gran mayoría de los cargos correspondían a la Segunda Guerra de la Mafia. Muchos de los acusados, como en el caso de Riina y Provenzano, fueron condenados in absentia, ya que aún eran fugitivos cuando tuvo lugar el juicio. El juicio fue importante por cuanto varios mafiosos que se encontraban en el bando perdedor de la guerra, por ejemplo Salvatore Contorno y Tommaso Buscetta, subieron al estrado y testificaron contra sus antiguos compañeros mafiosos. A ellos se los denominó pentiti.

## La violencia continúa
Hacia 1982 los Corleonesi y sus aliados prácticamente habían vencido. Muchos de los miembros sobrevivientes de los clanes más antiguos se les habían rendido y habían concedido su servidumbre a los vencedores. Sin embargo, la matanza no terminó. Los Corleonesi decidieron deshacerse de varios aliados claves, comenzando por Rosario Riccobono, quien fue asesinado junto con 20 de sus hombres y amigos. A finales del mismo 1982, luego Filippo Marchese también fue estrangulado y su cuerpo disuelto en ácido.
La violencia se prolongó hasta la segunda mitad de la década de 1980 a causa de la inquina de los Corleonesi y su deseo de asegurar su hegemonía en toda la Mafia. A comienzos de 1983 Riccobono y Marchese fueron eliminados. Le siguieron otros asesinatos que comprendieron a los asesinos de Ciaculli, Pino Greco, Mario Prestifilippo y Vincenzo Puccio, y Agostino Marino Mannoia, que había cambiado del bando de Stefano Bontate al de Riina. Estos 4 hombres tuvieron valor para los Corleonesi entre 1981 y 1984, y ellos cometieron cientos de asesinatos, pero entre 1985 y 1989 todos ellos fueron asesinados por órdenes de los jefes Corleonesi, quienes consideraban que ya eran inútiles, demasiado ambiciosos y, por lo tanto, una amenaza. Los dos hermanos de Puccio, también mafiosos, fueron asesinados.
Nuevamente, las autoridades ignoraban en gran medida estos nuevos eventos en la Mafia hasta que los mismos fueron confirmados por Francesco Marino Mannoia (hermano de Agostino Marino Mannoia) en octubre de 1989. Estaba en prisión desde 1985 por tráfico de heroína, pero estaba al tanto de los incidentes por Agostino, que lo visitaba con regularidad. Según Francesco Mannoia, su hermano, Vincenzo Puccio y los dos hermanos de Puccio fueron asesinados luego de que Riina descubriera que estaban complotando para desplazarlo. Pino Greco y Mario Prestifilippo aparentemente fueron asesinados porque se habían vuelto demasiado ambiciosos.
Las revelaciones de Mannoia fueron confirmadas en 1992 por más pentiti, incluidos Gaspare Mutolo, Giuseppe Marchese y Leonardo Messina. A diferencia de los pentiti de los 80s, aquellos hombres formaban parte de los Corleonesi. Todos ellos se quejaban de lo mismo, de que Riina hubiera abandonado a sus aliados al ser percibidos como inútiles o potenciales rivales. Parecía que la única manera de sobrevivir siendo un aliado de Riina era haciendo exactamente lo que ordenaba. En una entrevista con Borsellino en 1992, Messina lo resumió diciendo que los jefes de Corleone "nos utilizaban para deshacerse de los antiguos jefes, y luego se deshacían de todos aquellos que levantaban la cabeza, como ocurrió con Pino Greco, Mario Prestifilippo y Vincenzo Puccio ... todo lo que queda son hombres sin carácter, simples títeres".

## Finales de la década de 1980
El resultado principal de la Segunda guerra de la Mafia fue la victoria de los Corleonesi y sus jefes, Salvatore Riina y Bernardo Provenzano. A mediados de la década de 1980 controlaban de gran parte de la Mafia y al finalizar la década, luego de que muchos de sus aliados fueran eliminados o enviados a prisión, tenían la hegemonía sobre la organización criminal.
Este hecho fue resumido por Salvatore Contorno, quien al ser interrogado durante el Maxi Proceso sobre los 'vencedores' y 'perdedores' de la Segunda guerra de la Mafia, declaró que "Los clanes ganadores y perdedores no existen, porque los perdedores no existen. Ellos, los Corleonesi, los mataron a todos".